# Salix nummularia
Salix nummularia — вид квіткових рослин із родини вербових (Salicaceae).

## Морфологічна характеристика
Це рослина 0.01–0.03 метра заввишки (карликова), утворюють клони відводками. Стебла виткі. Гілки жовто-бурі чи червоно-бурі, голі; гілочки жовто-бурі чи червоно-бурі, запушені, волосисті чи майже голі. Листки на ніжках 1.5–2 мм; найбільша листкова пластина широко-еліптична, майже кругла, широко-яйцеподібна або еліптична, 9–22(30) × 7.5–14(19) мм; краї плоскі чи злегка закручені, цілокраї чи зубчасті; верхівка опукла чи закруглена; абаксіальна (низ) поверхня гола; адаксіальна поверхня сильно блискуча, гола; молода пластинка ворсинчаста абаксіально. Сережки: тичинкові 3.2–6.6 × 2–5.2 мм, маточкові 7.5–13 × 3–10 мм. Коробочка 3.5–7.5 мм. 2n = 38. Цвітіння: кінець червня — початок серпня.

## Середовище проживання
США (Аляска); Азія (Росія, Японія, Корея, Маньчжурія, Монголія). Населяє оголену, відносно суху, кам'янисту, мохово-лишайникову та мохову тундру, полігональну тундру, оголення, морські відкладення, піщані дюни, вільні від снігу ділянки, зазвичай на кислих субстратах; 0–1900 метрів.